# Angoville-en-Saire
Angoville-en-Saire est une ancienne commune française du département de la Manche et de la région Normandie. Elle a constitué une commune associée de Cosqueville à partir du 1er janvier 1973 et disparait le 1er janvier 2016 à la suite de la création de la commune nouvelle de Vicq-sur-Mer.

## Géographie
Angoville-en-Saire est situé à l'est de Cosqueville en limite de Saint-Pierre-Église et de Varouville.

## Toponymie
Le nom de la localité est attesté au sous la forme Ansgotvilla en 1164.
Il s'agit d'un toponyme en -ville au sens ancien de « domaine rural » (cf. villa), précédé de l'anthroponyme norrois Ásgautr (francisé en Asgot, Ansgot ou Ango(t)), et signifiant « domaine d'Ansgot ».
Le Val de Saire est un petit territoire normand de la péninsule du Cotentin situé à la pointe nord-est du département de la Manche, au nord du Plain. Son territoire correspond sensiblement au canton du Val-de-Saire.
Le toponyme Angoville est issu du germanique signifiant « domaine rural d'Ásgautr » et on le retrouve dans deux autres communes de la Manche : Angoville-au-Plain et Angoville-sur-Ay, et qui a donné le nom de famille Angot.
L'actuel élément -en-Saire, également employé dès le XIXe siècle ne fut adopté de manière officielle qu'en 1956, et rappelle sa situation dans l'ancien doyenné du Val-de-Saire.

## Histoire
Guillaume Le Moine (fl. XIIe siècle), seigneur de Beaumont et patron d'Angoville donna l'église à l'abbaye de Montebourg, donation que confirma Henri II d'Angleterre (1174-1189).
François du Moncel (° av. 1667-1729), sieur de Reviers et d'Angoville par héritage de sa mère, Renée Bonhomme, aura un fils posthume, Jean-François du Moncel (Angoville-en-Saire, 1729 - château de Martinvast, 1809), maréchal des camps et armées du roi Louis XVI qui émigrera. En 1694, c'est Gilles Bonhomme, conseiller du roi, lieutenant criminel en l'élection de Valognes, qui est qualifié de sieur d'Angoville.
Angoville-en-Saire fusionne avec Cosqueville et Vrasville le 1er avril 1973, en gardant le statut de commune associée. La commune n'a jamais eu de mairie sur son territoire.

## Politique et administration
| Période                                                                        | Période | Identité                | Étiquette | Qualité |
| ------------------------------------------------------------------------------ | ------- | ----------------------- | --------- | ------- |
| 1790                                                                           | 1792    | Jean Fleury des Vallées |           |         |
| 1792                                                                           | 1795    | Bon Lecoeur             |           |         |
| 1795                                                                           | 1796    | Louis Fleury            |           |         |
| 1796                                                                           | 1797    | Jean Le Chosel          |           |         |
| 1797                                                                           | 1798    | Georges Lecoeur         |           |         |
| 1798                                                                           | 1800    | Jean Le Chosel          |           |         |
| 1800                                                                           | 1818    | Louis Fleury            |           |         |
| 1818                                                                           | 1841    | Louis Auvray            |           |         |
| 1842                                                                           | 1855    | Louis Auvray            |           |         |
| 1855                                                                           | 1865    | Michel Lehot            |           |         |
| 1865                                                                           | 1870    | Louis Auvray            |           |         |
| 1870                                                                           | 1888    | Auguste Auvray          |           |         |
| 1888                                                                           | 1890    | Jean-Baptiste Emouf     |           |         |
| 1890                                                                           | 1905    | Michel Lehot            |           |         |
| 1905                                                                           | 1908    | Hyacinthe Morel         |           |         |
| 1908                                                                           | 1911    | Mnicolas Bled           |           |         |
| 1911                                                                           | 1929    | Bienaimé Bled           |           |         |
| 1929                                                                           | 1932    | Charles Bonhomme        |           |         |
| 1932                                                                           | 1935    | Charles Bled            |           |         |
| 1935                                                                           | 1945    | Bienaimé Bled           |           |         |
| 1945                                                                           | 1951    | Bienaimé Fleury         |           |         |
| 1951                                                                           | 1964    | Alferd Adam             |           |         |
| 1964                                                                           | 1973    | Eugène Sauvey           |           |         |
| Une partie des données est issue d'une liste établie par Jean-François Halley. |         |                         |           |         |

| Période | Période          | Identité      | Étiquette | Qualité |
| ------- | ---------------- | ------------- | --------- | ------- |
| 1974    | 1995             | Eugène Sauvey | SE        |         |
| 1995    | 31 décembre 2015 | Daniel Sauvey | SE        |         |

## Démographie
| 1793 | 1800 | 1806 | 1821 | 1831 | 1836 | 1841 | 1846 | 1851 |
| ---- | ---- | ---- | ---- | ---- | ---- | ---- | ---- | ---- |
| 109  | 92   | 103  | 117  | 89   | 70   | 83   | 89   | 73   |

| 1856 | 1861 | 1866 | 1872 | 1876 | 1881 | 1886 | 1891 | 1896 |
| ---- | ---- | ---- | ---- | ---- | ---- | ---- | ---- | ---- |
| 71   | 81   | 86   | 77   | 65   | 68   | 57   | 57   | 51   |

| 1901 | 1906 | 1911 | 1921 | 1926 | 1931 | 1936 | 1946 | 1954 |
| ---- | ---- | ---- | ---- | ---- | ---- | ---- | ---- | ---- |
| 56   | 59   | 65   | 54   | 49   | 54   | 59   | 64   | 50   |

| 1962 | 1968 | - | - | - | - | - | - | - |
| ---- | ---- | - | - | - | - | - | - | - |
| 52   | 34   | - | - | - | - | - | - | - |

## Lieux et monuments

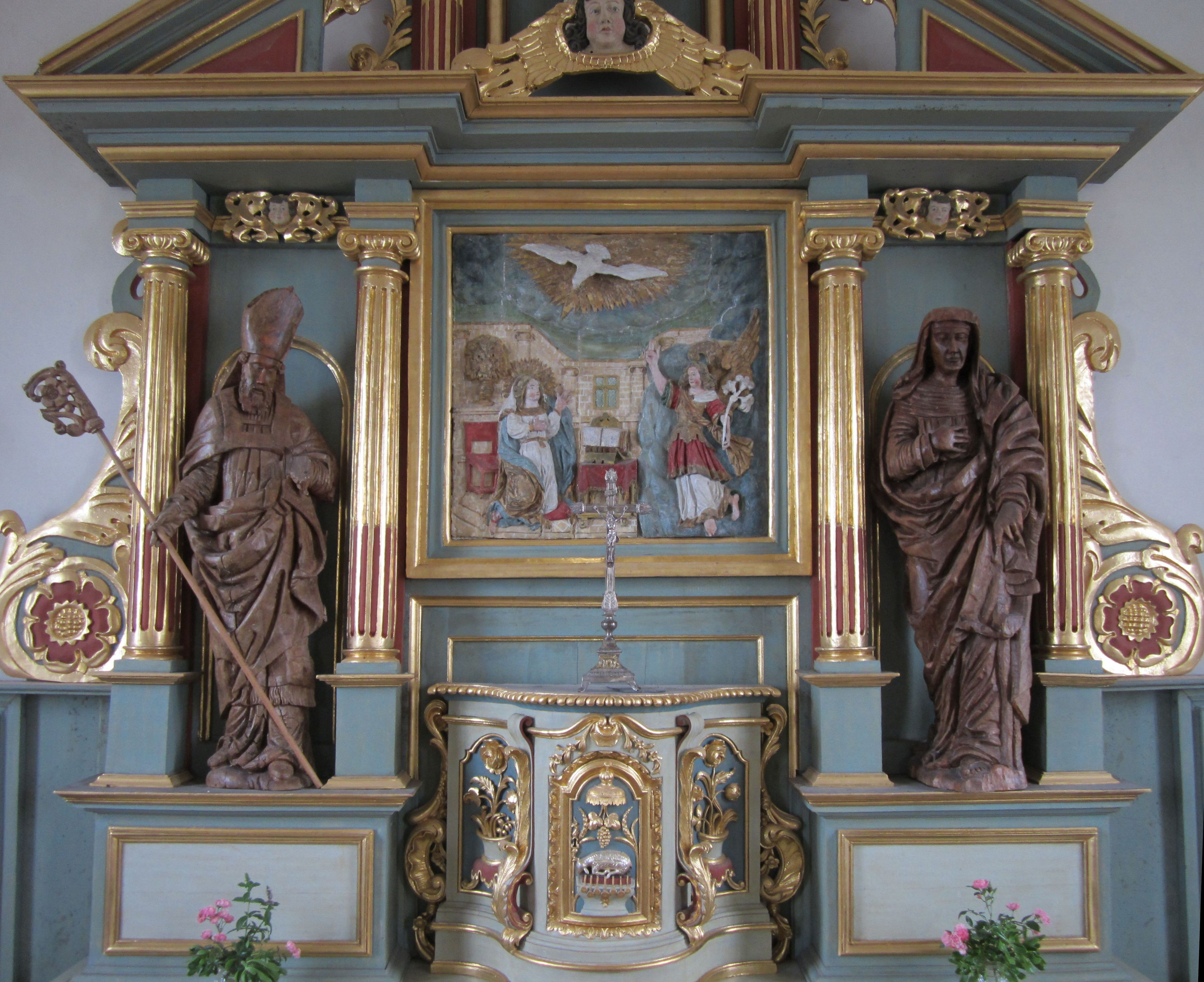
Retable.

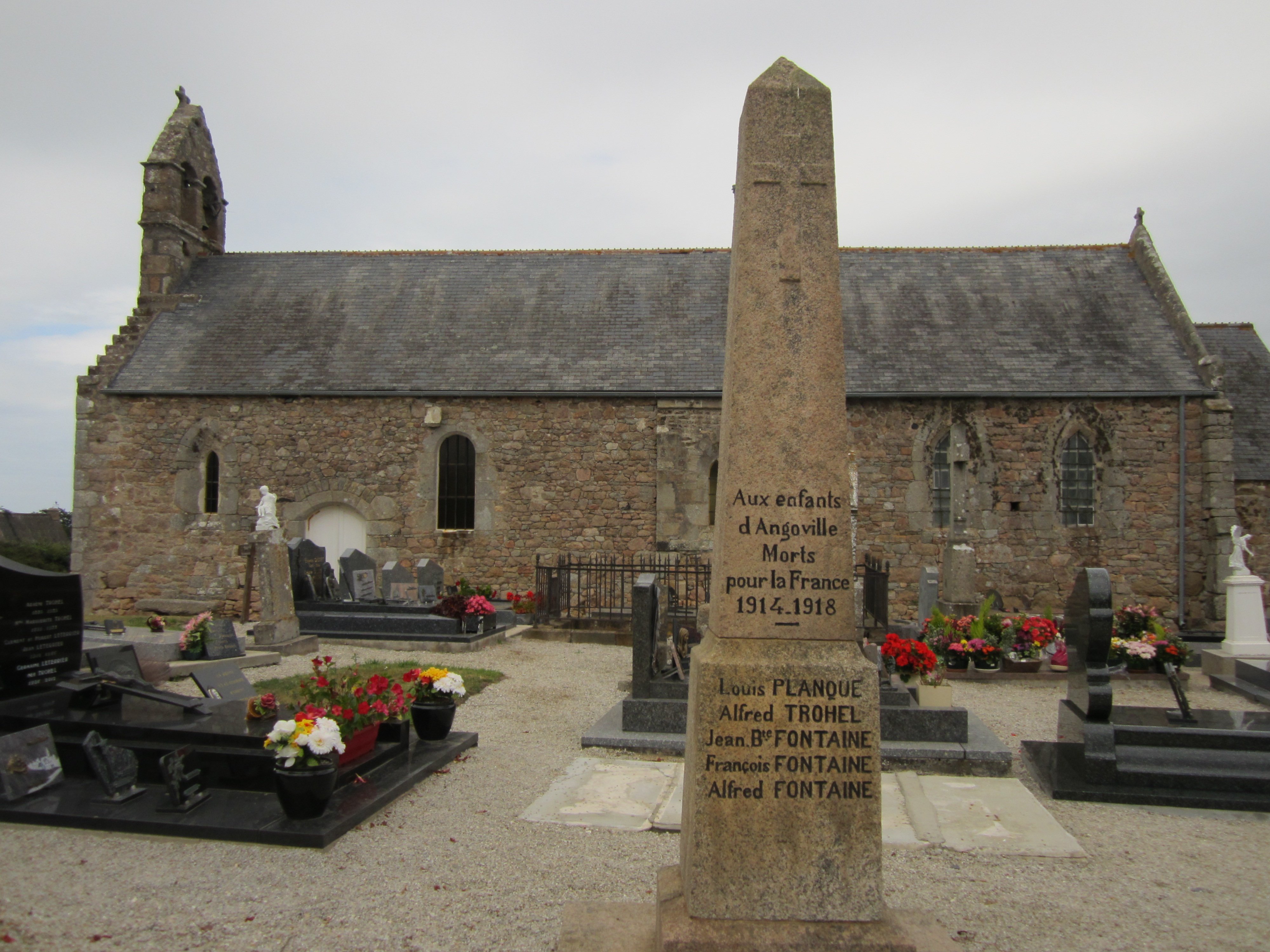
Le monument aux morts.

- Église Saint-Blaise, avec un campanile à deux ouvertures (XIIe, XIVe – XVIIe siècles)[6]. L'édifice abrite un bas-relief du XVIIe représentant l'Annonciation formant retable et surmontant le maître-autel (XVIIIe), inscrit au titre objet aux monuments historiques[7] en 1908. Sont également conservés une chaire à prêcher (XVIIIe), des fonts baptismaux (XVIIIe), des statues de sainte Anne (XVIIe), sainte Barbe (XVIe), saint Blaise (XVIIe), saint anonyme (XVIIe), Vierge à l'Enfant (XVe)[3].
- Croix de cimetière (XVIIe siècle).